# 24SevenOffice
24SevenOffice ist ein Enterprise Resource Planning (ERP) und Customer Relationship Management (CRM) System für kleine und mittelständische Unternehmen. Das System lässt sich vollständig über einen normalen Webbrowser bedienen.

## Struktur
Das System enthält folgende Module:
- Customer Relationship Management
- Buchhaltung
- Fakturierung und Bestellung
- E-Mail
- Kalender
- Dokument & Projekt Management
- Web-Publishing
- E-Commerce

Die Applikation verwendet HTML, JavaScript, CSS und XML. Ajax wird zur Beschleunigung der Benutzerschnittstelle eingesetzt.

## Auszeichnungen
24SevenOffice wurde im Jahr 2004 mit dem Seal of Excellence auf der CeBIT ausgezeichnet. Das norwegische Wirtschaftsmagazin Kapital wählte 24SevenOffice  zum Product of the year 2005.

## Unternehmen

### Standorte, Kunden, Mitbewerber
24SevenOffice hat Büros in Oslo, Skien (Norwegen), Stockholm (Schweden), London (Vereinigtes Königreich) und Frankfurt am Main (Deutschland). Das Unternehmen hatte im Januar 2006 weltweit etwa 1000 Kunden. 24SevenOffice ist auf dem OTC Stock Market in Norwegen gelistet.
24SevenOffice ist Hauptsponsor des World Rally Champion Petter Solberg.
Ein Hauptwettbewerber ist NetSuite, das eine ähnliche Anzahl von webbasierten Diensten anbietet. Zu den anderen webbasierten Wettbewerbern gehören Salesforce.com, SugarCRM und QuickBooks Online. Dazu kommen die traditionellen ERP- und CRM-Anbieter.

### Geschichte
Das Unternehmen wurde im Jahre 1996 in Porsgrunn (Norwegen) von Stian Rustad gegründet. Im Februar 2005 übernahm 24SevenOffice den schwedischen Mitbewerber Start und startete mit 400 übernommenen Kunden auf diesem Markt. Im Jahr 2006 wurde eine Partnerschaft mit dem größten europäischen ISP Active24 und dem norwegischen Telekommunikationsunternehmen Telenor geschlossen. Im Juli 2006 trat 24SevenOffice in den deutschsprachigen Markt ein.